# Співаковський Данило Іванович

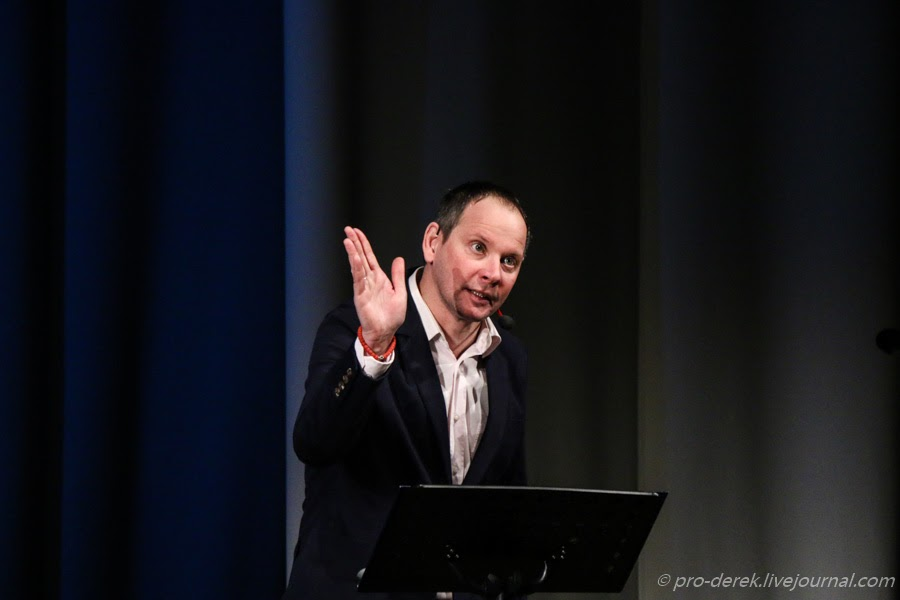
Данило Співаковський під час виступу в Тольяттінській філармонії у супроводі ансамблю російських народних інструментів «Російська рапсодія». Тольятті, 27 листопада 2015 року.

Данило Іванович Співаковський (нар. 28 серпня 1969, Москва, РРФСР, СРСР) — радянський і російський актор театру, кіно і телебачення, продюсер, педагог з акторської майстерності. Заслужений артист РФ (2007). Керівник майстерні театрального факультету АНО ООВО «Інститут театрального мистецтва імені народного артиста СРСР Йосипа Кобзона».
Фігурант бази даних центру «Миротворець» (незаконна гастрольна діяльність на території анексованого РФ Криму).

## Біографія
Данило Співаковський народився 28 серпня 1969 року в Москві, в сім'ї Алли Семенівни Співаковський (нар. 31 грудня 1947), психолога і психотерапевта, яка згодом стала доктором психологічних наук і професором МДУ імені М. В. Ломоносова. Її батьки — військовий льотчик (після німецько-радянської війни — льотчик цивільної авіації), фронтовик Семен Давидович Співаковський (1910—2004) і Людмила Василівна Співаковська (1923—2017), які прожили разом п'ятдесят дев'ять років. За словами Данила, свого батька він ніколи не знав, і до сих пір навіть не знає, від кого народився, а чоловіче виховання йому дали його рідний дід Семен, що пройшов німецько-радянську війну, і служба в армії.
З дитинства Данило любив декламувати вірші, розважати публіку і навіть кілька років займався в театральній студії при московському Палаці піонерів. Однак у старших класах твердо вирішив піти по стопах мами і стати психологом.
Після закінчення середньої школи в 1986 році подав документи на факультет психології МДУ імені М. В. Ломоносова, однак, не добрав одного бала на вступних іспитах, вступити не зміг і пішов працювати санітаром у психіатричну лікарню. Поступив наступного року, але через скасування пільг для студентів-очників з першого курсу був призваний на військову службу.
Відслуживши два роки у військах зв'язку, в 1989 році відновився в університеті. Однак свою юнацьку любов до театру не забув і паралельно з навчанням став грати в Студентському театрі МДУ . Влітку 1990 року, за компанію з друзями, відправився вступати відразу до кількох театральних закладів вищої освіти. Данило пройшов відбіркові тури відразу в трьох з них і обрав ГІТІС. Сім'я була категорично проти того, щоб він кинув навчання в МДУ, і Співаковський знайшов вихід. Він написав заяву про нібито загублений атестат про середню (повну) загальну освіту, отримав його дублікат і майбутні чотири роки навчався одночасно у двох зВО і закінчив їх.
У 1994 році закінчив режисерський факультет Російського інституту театрального мистецтва — ГІТІСу за фахом " акторське мистецтво " (майстерня Андрія Олександровича Гончарова).
Відразу після закінчення інституту був прийнятий до складу трупи Московського академічного театру імені Володимира Маяковського, в спектаклях якого був задіяний з 1992 року, ще будучи студентом третього курсу.
У 2000 році закінчив Вищі курси сценаристів і режисерів (ВКСР) в Москві (майстерня Володимира Меньшова і Олександра Гельмана).
У березні 2016 року Данило Співаковський в парі з майстром спорту Росії, бронзовим призером Першості Росії зі спортивних бальних танців, танцюристом міжнародного класу Ксенією Путько брав участь у десятому сезоні російського розважального телешоу «Танці з зірками» на телеканалі «Росія-1» (пара виконала три танцю).
З 2017 року — викладач в Інституті театрального мистецтва імені народного артиста СРСР Й. Д. Кобзона.

### Особисте життя
- Перша дружина — Ганна Ардова[16] (нар. 27 вересня 1969), актриса театру і кіно, заслужена артистка Росії (2018); однокурсниця Данила по ГІТІС (випуск 1994 роки)[14]. Одружилися, будучи студентами. Прожили разом одинадцять місяців, а розлучилися офіційно тільки через п'ять років, залишившись друзями.
- Друга дружина — Світлана Співаковська (нар. 1987), дизайнерка інтер'єрів[8], колишня стюардеса[6][7][11]. Познайомилися 19 серпня 2006 року, в день Преображення Господнє, під час польоту в літаку[7]. Одружилися 10 листопада 2007 року в Москві[17].
  - Дочка — Дар'я Данилівна Співаковська (нар.. 2008)[7][8][12].
  - Син — Данило Данилович Співаковська (нар.. 2011)[7][8].
  - Син — Андрій Данилович Співаковська (нар.. 2013)[7][8].

## Творчість

### Ролі в театрі

#### Московський академічний театр імені Володимира Маяковського
- 1990 — «Розенкранц і Гільденстерн мертві» Тома Стоппарда — Гамлет
- 1990 — «Пригоди Буратіно» Олексія Толстого і Булата Окуджави. Режисер: Юрій Йоффе — Дуремар
- 1994 — «Жертва століття» Олександра Островського. Режисер: Андрій Гончаров — Лакей, Старший лакей
- 1997 — " Банкрут " Олександра Островського. Режисер: Є. Лазарєв — Тишка, хлопчик
- 1997 — «Як вам це полюбиться» Вільяма Шекспіра. Режисер: Андрій Гончаров — Брусок
- 2001 — «Входить вільна людина» Тома Стоппарда. Режисер: Юрій Йоффе — Харрі
- 2003—2011 — «Банкет» Ніла Саймона — Альбер Доні
- 2011 — 2016 — «Пізня любов» Валерія Мухарьямова . Режисер: Євген Ар'є — Марк
- 2012 — «Таланти і шанувальники» Олександра Островського. Режисер: Міндаугас Карбаускіс — Мелузов
- «Кохання очима сищика»

#### Міжнародне театральне агентство «Арт-Партнер XXI» (Москва)
- 2005 (по теперішній час) — «Паперовий шлюб», антрепризний спектакль за п'єсою Ганни Слуцки та Сергія Бодрова-старшого (режисер — Олександр Огарьов) — Єгор, лікар[18]
- 2015 (по теперішній час) — «Сеанс гіпнозу для сімейної пари», антрепризний спектакль за п'єсою Василя Сигарєва «Детектор брехні» (режисер — Георгій Цнобіладзе) — гіпнотизер[19]

### Ролі в кіно
1. 1991 — Мігранти — епізод
2. 2001 — Маросейка, 12 (фільм № 1 «Операція» Зелений лід "") —  Льова Береговий, інженер
3. 2001 — Злодійка 2. Щастя напрокат —  Андрій Сухоруков, журналіст
4. 2001 — Зупинка на вимогу 2 —  Сухарєв
5. 2001 — Сищики (фільм № 9 «Гончі по кривавому сліду») —  Льова
6. 2001 — Ніна. Розплата за любов —  керівник PR-агентства
7. 2002 — Віліси —  лікар
8. 2002 — Дві долі —  Марк, піаніст, кращий друг Михайла Юсупова
9. 2002 — Російські амазонки —  Костянтин, режисер
10. 2002 — Юріки —
11. 2003 — Наречений для Барбі —  перекладач
12. 2003 — Навіщо тобі алібі? —  Юра
13. 2003 — Темна конячка —  Іван Табунки, молодший лейтенант
14. 2003 — Інструктор (фільм № 4 «Братство кентаврів») —  Рафат
15. 2004 — 2006 — Віола Тараканова. У світі злочинних пристрастей —  Юра Петров
16. 2004 — Мій зведений брат Франкенштейн —  Павлик, позашлюбний син з провінції московського журналіста Юлика, колишній учасник бойових дій в Чечні
17. 2005 — Бідні родичі —  Гриша Цаусакі, працівник єврейського кладовища
18. 2005 — Справа про «Мертві душі» —  Петро Іванович Бобчинський
19. 2005 — Велике зло та дрібні капості —  Володя Сидорин
20. 2005 — Єсенін —  А. Ветлугін, російський письменник
21. 2005 — Казароза —  Вагін, кур'єр
22. 2005 — Зірка епохи —  Павло Олександрович Шпрингфельд, радянський актор театру і кіно
23. 2005 — Новорічний кілер (Україна) —  Слава Хазаров
24. 2005 — Одна тінь на двох —  Олег Тарасов, скрипаль, друг дитинства Андрія Данилова
25. 2005 — Щастя ти моє… —  Грінберг, есер
26. 2006 — Кінофестиваль, або Портвейн Ейзенштейна —  Сергій Івашов, капітан КДБ
27. 2006 — Ліфт —  Рафаїл, мужик
28. 2006 — Самотнє небо —  Верьовкін, музикант
29. 2006 — Невірність —  Стеценко
30. 2006 — Рекламна пауза —  Марк Ернестович, креативний директор рекламного агентства «ZOOpark», син Інни Іванівни
31. 2006 — Танго любові —  Олексій Юрійович, чоловік Катерини, батько Сергія, зять Наталії Антонівни
32. 2006 — Таємниця «Святого Патрика» —  Василь Миколайович Карякін, генерал
33. 2007 — Будинок на Англійській набережній —  Вадим
34. 2007 — 1612. Хроніки смутного часу —  Стьопка «Підкова»
35. 2007 — Корольов —  Михайло Мачинский, фізик
36. 2007 — Куратор (Росія, Україна) —
37. 2007 — Мовчун (Україна) —  Олексій Юдін, художник, чоловік Ганни
38. 2007 — Натурниця —  Владислав Ешенбах
39. 2007 — Нічні сестри —  лікар-стоматолог
40. 2007 — Доглядальниця —  Борис, чоловік Поліни
41. 2007 — Троє і Сніжинка —  Андрій (Ендрю), авангардний художник, друг Гарика і Стьопік
42. 2007 — Літній безумство /  Midsummer Madness  (Австрія) —  Фома
43. 2008 — Сторонній —  Леонід
44. 2008 — Застава Жиліна —  Володимир Амбросимов, політрук
45. 2008 — Захист —  Михайло Антонович Бунюгін, майор НКВД
46. 2008 — Мій чоловік — геній —  Лев Давидович Ландау, радянський фізик
47. 2008 — Чи не квап любов! (Україна) —  Ілля Олександрович Полянський
48. 2008 — Новорічні пригоди в липні —  Гала-Вірус
49. 2008 — Оранієнбаум. Срібний самурай —  Петро III, російський імператор
50. 2008 — Слабкості сильної жінки —  Костянтин
51. 2008 — Доля повелителя (Азербайджан) —  Лисаневич, майор, чиновник Російської імперії
52. 2009 — Аптекар —  Микола Бурлакін
53. 2009 — Одержимий —  Ігор Петрович Маврин, вчений-етнограф, фахівець з африканської культури
54. 2009 — Легенда про Ольгу —  Адольф Гітлер
55. 2009 — Офіцери 2. Одна доля на двох —  Дітріх Штальман
56. 2009 — Тінь самурая —  Олег Вікторович Гурський, слідчий прокуратури
57. 2009 — Чорний баран —  санітарний лікар
58. 2009 — 9 травня. Особисте ставлення (новела «Пояснювальна») —  Яків Семенович, бухгалтер
59. 2009 — Одну тебе люблю —  Валерій Сергійович Селіванов, парторг колгоспу
60. 2010 — ПіраМММіда —  Гутов
61. 2010 — Легенда острова Двід —  Тахомір Тихо, правитель острова Двід / ктор Ехо, незнайомець
62. 2010 — Стомлені сонцем 2: Предстояння —  командир переправи
63. 2010 — Вежа —  Михайло Олександрович Гольданський, власник найвищої будівлі в Москві під назвою «Вежа»
64. 2010 — У кожного своя війна —  Сергій Андрійович Арсеньєв, доктор
65. 2010 — Остання хвилина (серія № 2 «Люби мене міцніше!») —  Олексій
66. 2010 — Будинок зразкового утримання —  Владислав Аркадійович Ягудін, скрипаль
67. 2010 — З йолопом
68. 2011 — Заєць, смажений по-берлінськи —  Павло Сіндяшкін, кондитер в московському ресторані «Метрополь», один шеф-кухаря Петра Ломова
69. 2011 — Три дня з придурком —  Іван, фермер, далекий родич Крепова
70. 2011 — Контригра —  Отто Хоффман, фізик, німецький вчений-винахідник
71. 2011 — Зроблено в СРСР —  Володимир Матвійович Фертман, дитячий хірург
72. 2011 — Товариш Сталін —  Михайло Андрійович Суслов
73. 2011 — Лектор —  Олексій Якович Бірман, фізик
74. 2011 — Прощання слов'янки —  Артур Васильків
75. 2011 — Кримінальні обставини —  Леонід Борисович, банкір
76. 2012 — Лист очікування —  Григорій Антонович Гольцов, хірург-трансплантолог
77. 2012 — Люблю, тому що люблю —  Петро Олексійович Сєров, бухгалтер-ревізор, який перевіряє діяльність бази відпочинку «Веселка»
78. 2012 — Особисте життя слідчого Савельєва (Кордон слідчого Савельєва) (серії № 19-20 «Прорахунок в тактиці») —  Вадим Берестов, хімік, вчений -фармацевт, заступник директора НВО «Фармація»
79. 2012 — День додо —  ватажок злочинної банди
80. 2012 — Новорічний переполох —  Андрій Львович Шишкін, директор невеликої шоколадної фабрики
81. 2013 — Убити Дрозда —  Ярослав (Ярик) Сергійович Дрозд, агент з нерухомості
82. 2013 — Зовсім не просте історія —  «Хіп»
83. 2014 — Секс, кава, сигарети —
84. 2014 — Умільці —  Петро Миколайович Московцев, партнер по бізнесу Віктора Альбертовича («брюнет»)
85. 2014 — Душа шпигуна —  Євген Ландер
86. 2014 — Тальянки —  Сергій Петровський, кіномеханік
87. 2015 — Сніг і попіл —  Федір Макарович Кардаш, капітан — особист
88. 2015 — Провокатор —  Мухін
89. 2015 — Клітка —  лихвар
90. 2015 — непідсудні —  Микола Олексійович Бушков
91. 2016 — Чужі і близькі —  Аркадій, директор медичного коледжу, чоловік Лідії
92. 2017 — Графомафія —  Віллі Вовк
93. 2017 — Провокатор 2 —  Мухін
94. 2017 — Комірець (короткометражний) —  чоловік Ольги Рожевої
95. 2017 — Власик. Тінь Сталіна —  Володимир Августович Стенберг, художник, друг Миколи Власика
96. 2017 — Чорнобиль. Зона відчуження 2 —  пасажир з котом в літаку
97. 2017 — Коли сонце зійде —  Ігор Дмитрович Осинцев, лікар-хірург, професор медичного інституту
98. 2018 — Дорога з жовтої цегли —  Ігор Миколайович Соболь
99. 2018 — Анатомія вбивства —  Федір Михайлович Перфильєв, підполковник поліції, слідчий [20]
100. 2018 — Презумпція невинності —  Віктор Борисович Сухов, юрист, помічник адвоката
101. 2018 — Мужики і баби —  підносить
102. 2019 — Мільярд —  Марк Захарович, лікар в перинатальному центрі
103. 2019 — Горе від розуму —  Старцев
104. 2019 — Анатомія вбивства 2 —  Федір Михайлович Перфильєв, підполковник поліції, слідчий [20]
105. 2020 — Комета Галлея —  Мухін
106. 2020 — Смерть в об'єктиві (фільм № 3 «Кам'яний гість») —  Альберт Валентинович Пічугін, професор, фахівець з історії мистецтв, чоловік / вдівець оперної співачки Анни Глинської
107. 2020 — Старі кадри —  Матвій Ломбард, екстрасенс
108. 2020 — Подільські курсанти —  Кутів, інженер
109. 2020 — Катран (серія № 1) —  Михайло Альбертович Міллер, лікар, хірург-гінеколог, чоловік (вдівець) убитої картярки Кіри Міллер
110. 2020 — Анатомія вбивства 3 —  Федір Михайлович Перфильєв, підполковник поліції, слідчий [20]
111. 2021 — Котейка —  Іван Сергійович Коновалов, лікар — ветеринар, кандидат наук, співробітник приватної ветеринарної клініки[21]

## Визнання заслуг

### Державні нагороди Російської Федерації
- 2007 — почесне звання «Заслужений артист Російської Федерації» — за заслуги в галузі мистецтва[2].

### Громадські нагороди і премії
- 2005 — номінація на кінопремію « Ніка» " Відкриття року " за 2004 рік — за роль Павла в художньому фільмі " Мій зведений брат Франкенштейн ".
- 2009 — лауреат премії "ТЕФІ " Академії російського телебачення в номінації " Виконавець чоловічої ролі в телевізійному фільмі / серіалі " — за роль радянського фізика Льва Давидовича Ландау в художньому фільмі " Мій чоловік — геній "[22] .